# Dzwonkówka prążkowana
Dzwonkówka prążkowana (Entoloma percandidum Noordel.) – gatunek grzybów z rodziny dzwonkówkowatych (Entolomataceae).

## Systematyka i nazewnictwo
Pozycja w klasyfikacji według Index Fungorum: Entoloma, Entolomataceae, Agaricales, Agaricomycetidae, Agaricomycetes, Agaricomycotina, Basidiomycota, Fungi.
Po raz pierwszy opisał go w 1982 r. Machiel Evert Noordeloos. Synonimy:
- Alboleptonia omphaliiformis (Romagn.) P.D. Orton 1991
- Rhodophyllus omphaliiformis Romagn. 1954

Polską nazwę zarekomendował Władysław Wojewodaw 2003 r.

## Morfologia
Kapelusz
O średnicy 4–10 mm, początkowo wypukły, często nieco ścięty, następnie rozszerzający się, nigdy całkowicie płaski, często z nieregularnie pofalowanym brzegiem. Jest higrofaniczny; w stanie wilgotnym głęboko prześwitująco-prążkowany, błyszczący, nagi, biały; w stanie suchym nieprzeźroczysty i nieprążkowany, czasami z lekkim żółtym odcieniem z wiekiem, drobno satynowo-włóknisty.
Blaszki
Rzadkie, często grube, przyrośnięte, czasami zbiegające lub prawie zbiegające, trójkątne, następnie segmentowate lub nieco brzuchate, białe, następnie różowe. Ostrza tej samej barwy.
Trzon
Wysokość 13–45 mm, grubość 0,5–2 mm, cylindryczny, prosty lub nieco wygięty, biały, błyszczący, często szklisty, u starszych okazów często zabarwiony na żółto
Miąższ
Bardzo cienki, kruchy, bez zapachu i bez smaku.
Cechy mikroskopowe
Zarodniki 7–11 × 5,5–8 µm, Q = 1,2–1,6, w widoku z boku 6-10-kątne. Podstawki 4-zarodnikowe, ze sprzążkami. Brzeg blaszki płodny, cystyd brak. Skórka kapelusza zbudowana z wąskich, cylindrycznych strzępek. Sprzążki występują w hymenium.

## Występowanie i siedlisko
Podano stanowiska w niektórych krajach Europy i na azjatyckich terenach Federacji Rosyjskiej. Jest rzadki, ale prawdopodobnie pomijany, ze względu na niewielkie rozmiary. W Polsce W. Wojewoda w 2003 r. przytoczył 3 stanowiska, w późniejszych latach podano wiele następnych.
Grzyb naziemny, prawdopodobnie mykoryzowy. Występuje w lasach i na terenach trawiastych. Owocniki od lata do jesieni. Preferuje miejsca zacienione, wilgotne.